# ハティ

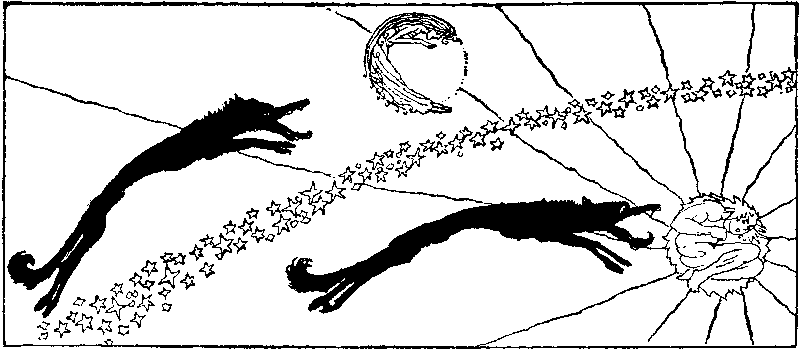
ウィリー・ポガニーが描いたハティとスコル。（1920年）

ハティ(Hati) は古ノルド語で「憎しみ」「敵」を意味する狼。北欧神話に登場する。
月（マーニ）を絶えず追いかけており、月食はこの狼が月を捕らえたために起こると考えられた。一説にはフェンリルの息子とされることもあり、『ギュルヴィたぶらかし』第12章では「ハティ・フローズヴィトニルソン」（フローズヴィトニルはフェンリルの別名）と呼ばれている。さらに『たぶらかし』第51章によれば、ラグナロクの際には、とうとう月に追いついて、これに大損害を与えるとされている。
同じく月を追うとされる「マーナガルム」と同一視されることもある。（マーナガルム#ハティとの関係を参照。）
日食や月食が生じるのは天空の怪物の仕業だとする説話は世界各地にあり、北欧からゲルマン地域全体に渡って、そういった『天災』の象徴に『狼』が使われることがしばしばある。